# Franz Frey
Franz Frey es un deportista alemán que compitió para la RFA en bobsleigh en la modalidad cuádruple. Ganó dos medallas en el Campeonato Europeo de Bobsleigh, bronce en 1969 y plata en 1972.

## Palmarés internacional
| Campeonato Europeo | Campeonato Europeo   | Campeonato Europeo | Campeonato Europeo |
| Año                | Lugar                | Medalla            | Prueba             |
| ------------------ | -------------------- | ------------------ | ------------------ |
| 1969               | Cervinia (Italia)    | Medalla de bronce  | Cuádruple          |
| 1972               | Sankt Moritz (Suiza) | Medalla de plata   | Cuádruple          |